# Mormogystia proleuca
Mormogystia proleuca is een vlinder uit de familie van de Houtboorders (Cossidae). De wetenschappelijke naam van de soort is voor het eerst gepubliceerd in 1896 door George Francis Hampson.
De soort komt voor in Algerije, Niger, Tsjaad, Saoedi-Arabië en Jemen.